# Jesse Green
Jesse Green, geboren als Locksley Alphonso Green, (Saint James, 5 juli 1948) is een Jamaicaanse reggae-muzikant en disco-zanger.

## Carrière
Als jongeling bezocht Green de Denham Town Primary School en raakte gefascineerd door muziek door het luisteren naar de soundsystemen, in het bijzonder degene, die toebehoorden aan Count Barrett.
Green werd lid van The Pioneers en drumde met Jimmy Cliff tijdens de jaren 1970, voordat hij een solocarrière startte in 1976. Hij scoorde een internationale discohit met een remix van Nice and Slow, maar scoorde ook meerdere andere bescheiden hits in de Verenigde Staten en het Verenigd Koninkrijk.

## Discografie

### Singles
- 1976: Nice and Slow (disco edit)
- 1976: Flip (Alarmschijf)
- 1977: Come With Me

### NPO Radio 2 Top 2000
| Nummer met noteringen in de NPO Radio 2 Top 2000 | '00  | '01  |
| ------------------------------------------------ | ---- | ---- |
| Nice and slow                                    | 1945 | 1973 |

1. ↑  Een vetgedrukt getal geeft de hoogste notering aan.
2. ↑  2000 was het eerste jaar met een notering voor dit nummer.
3. ↑  Deze tabel is bijgewerkt tot en met de laatste editie (2024).

- International Standard Name Identifier: 0000 0000 1009 9076
- MusicBrainz: cd029398-100d-4864-8ebd-6b83073b8f3d
- Virtual International Authority File: 46953670
- WorldCat: E39PCjHRppjQYwdjPVPDD849wy